# Solayoh
Chansons représentant la Biélorussie au Concours Eurovision de la chanson
We Are the Heroes
(2012) Cheesecake
(2014)
Solayoh est une chanson de la chanteuse biélorusse Alena Lanskaya. La chanson a été écrite par Marc Paelinck et Martin King et est surtout connue pour être la chanson qui représente la Biélorussie au Concours Eurovision de la chanson 2013 qui a lieu à Malmö en Suède. La chanson était en compétition lors de la première demi-finale le 14 mai 2013 et a obtenu une place pour la finale du 18 mai.

## Liste des pistes
Téléchargement
1. Solayoh (Eurovision version) – 3 min 01
2. Solayoh (Karaoke version) – 3 min 00